# ناهد يسري
ناهد يسري (6 فبراير 1947  -)، ممثلة مصرية.

## عن حياتها
قامت ببطولة عدد من الأفلام في السينما المصرية في عقدي الستينيات والسبعينيات. واتسمت مشاهد بعض هذه الأفلام بالجرأة (الإباحية)، لها مايزيد عن 20 فيلما.
بدأت مشوارها الفني عام 1968 مع سامية شكري شقيقتها الكبرى وقامت بالمشاركة في عدد من المسلسلات كان أشهرها مسلسل الكنز. في عام 2010 كرمت في الكويت من قبل رئيسة إحدى المنتديات الليبرالية «نجلاء النقي».

## أعمالها

### الأفلام
- 1967: شاطئ المرح
- 1968: نساء بلا غد
- 1968: فرسان الغرام
- 1968: عدوية
- 1968: المساجين الثلاثة
- 1969: نص ساعة جواز
- 1969: الحب سنة 70
- 1970: مغامرة شباب
- 1970: حب المراهقات
- 1971: واحد + واحد
- 1971: مهمة صحفية
- 1971: صبيحة
- 1971: سيدة الأقمار السوداء
- 1971: امرأة من نار
- 1972: مقلب من المكسيك
- 1972: مقلب حب
- 1972: جنون المراهقات
- 1972: الأضواء
- 1973: ملكة الحب
- 1973: عندما يغني الحب
- 1973: أبناء للبيع
- 1974: لغة الحب
- 1975: نساء ضائعات
- 1975: لا شيء يهم
- 1976: الشيطان يدق بابك
- 1984: الطماعين
- 1984: البرنس
- 1985: لن يغيب القمر
- 1986: ساعات الفزع
- 1986: الحسناء والبلطجي
- 1987: روض الفرج
- 1987: النصيب مكتوب
- 1988: ولو بعد حين
- 1990: اختفاء زوجة

### المسلسلات
- 1969: الكنز
- 1973: عندما يشتعل الرماد
- 1976 : الحب الضائع

## روابط خارجية
- ناهد يسري على موقع IMDb (الإنجليزية)
- ناهد يسري على موقع الدهليز
- ناهد يسري على موقع قاعدة بيانات الأفلام العربية
- ناهد يسري على موقع قاعدة بيانات الفيلم (الإنجليزية)